# Mudgee
Mudgee is een plaats in de Australische bondsstaat New South Wales, 261 km ten noordwesten van Sydney. De stad behoort bij de oudste van Australië en heeft (2006) ongeveer 8200 inwoners. Naar Australische normen beschikt de stad over veel beschermde historische gebouwen.

## Geschiedenis
In dit gebied leefden de Wiradjuri, van wie de term Moothi komt die "Nest in de heuvels" betekent en vervormd werd tot Mudgee. William Lawson, commandant van Bathurst, kwam als een der eerste Europeanen in dit gebied, en samen met James Blackman was hij in 1821 de eerste die de Cudgegong River bereikte.
George en Henry Cox, zonen van ontdekkingsreiziger William Cox, vestigden zich als eerste aan de Cudgegong River, op een drietal kilometer van de huidige locatie van Mudgee. In 1833 kwam er hier een politiekantoor. De Europese kolonisten hadden talrijke gewelddadige conflicten met de Aboriginals, omdat zij op  hetzelfde wild jacht maakten en bovendien voor landbouwdoeleinden de Aboriginals uit hun traditionele voedselgebieden verjaagden.
Toen Edward Hammond Hargraves in 1851 een grote goudklomp nabij Mudgee vond, begon de goudkoorts. Door de nabijheid van goudvindplaatsen steeg de bevolking aanzienlijk en ontstond een plaatselijke economie, die zich na de goudkoorts in stand kon houden, en zo het voortbestaan van de stad verzekerde.
Vanaf 1860 werd Mudgee een stad genoemd en in de eerstvolgende jaren kwam er een politiekantoor, een stadsbestuur, een postkantoor, ambachtsbedrijven, en werd er ook aan veeteelt gedaan.
In 1884 bereikte een spoorlijn de stad.

## Economie en toerisme
In de omgeving van Mudgee worden groenten en fruit verbouwd en wordt aan wijnbouw gedaan. Daarnaast wordt ook aan veeteelt gedaan. In de buurt ligt ook een kolenveld dat ontgonnen wordt. 
Het toerisme naar de wijnbouwgebieden is een belangrijke bron van inkomsten voor de streek. 
Mudgee beschikt over een luchthaven.

## Historische gebouwen
Beschermde gebouwen in Mudgee zijn Havilah Station (1870), Burrundulla, (circa 1865), het treinstation (1884), St Mary's Church (1857), het postkantoor (1860), politiekantoor (circa 1860), gerechtsgebouw (1861) en de school.

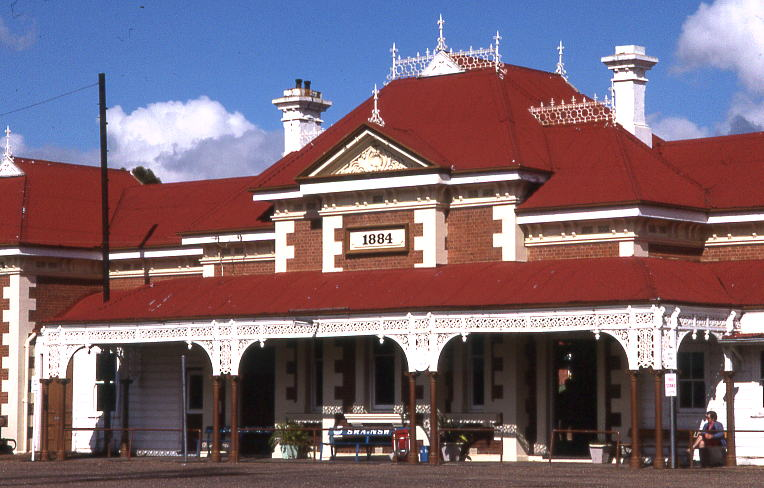
Treinstation (1884)
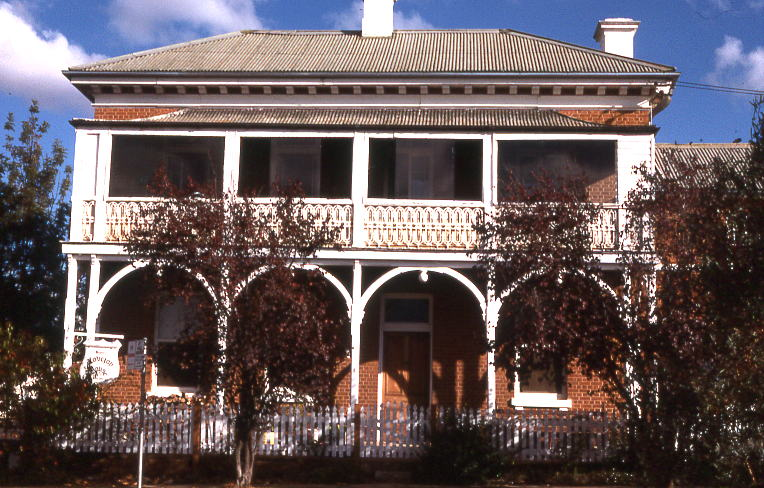
Lovejoy House
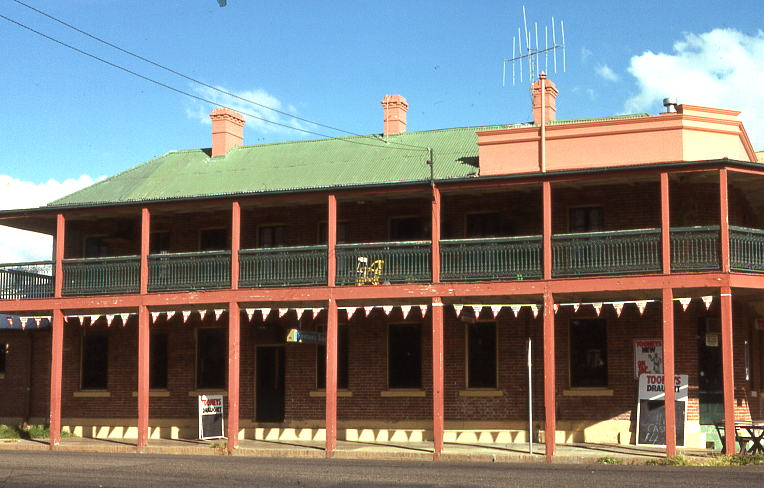
Lawson Park Hotel
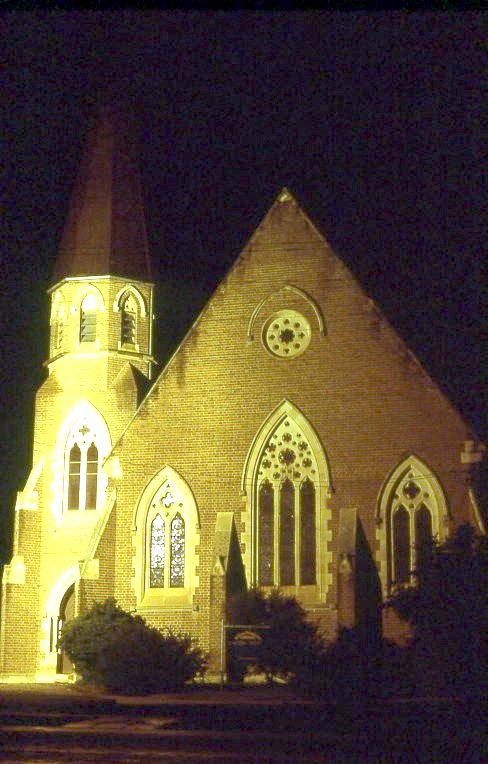
Presbyteriaanse kerk bij nacht